# Hotel Cæsar
Hotel Cæsar ist eine norwegische Seifenoper. Sie wurde vom 24. Oktober 1998 bis zum 14. Dezember 2017 montags bis freitags vom Fernsehsender TV 2 ausgestrahlt. In dem Hotel spielen sich Dramen voller leidenschaftlicher Liebe und erbitterter Machtkämpfe ab.

## Inhalt
Im Zentrum der Handlung steht ein fiktives Hotel in Oslo mit seinen Angestellten und mit der Familie Anker-Hansen. In der ersten Staffel verliebt sich der Hotelchef Georg Anker-Hansen, ein alternder Schürzenjäger, in das Callgirl Ninni Krogstad und heiratet die junge Frau, sehr zum Missfallen seiner Mutter und zahlreicher Nachkommen. Die Figur der Ninni starb zum Ende der Staffel an einem unheilbaren Krebsleiden. 
Fragen der Eigentümerschaft und der Leitung des Hotels bilden seither die hauptsächlichen Handlungsfäden.

## Produktion

### Produktionsnotizen
Die Serie wurde vom schwedischen Team Peter E. Falck und Christian Wikander geschaffen und von der Firma Metronome Spartacus produziert.

### Darsteller
Die Figur des Georg Anker-Hansen wurde 1998 und 1999 (mit einem Gastauftritt 2004) von Toralv Maurstad gespielt. Zu den seit 1998 aktiven Hauptdarstellern gehörten Sossen Krog (Astrid Anker-Hansen), Anette Hoff (Juni Anker-Hansen), Kim Kolstad (Jens-August Anker-Hansen) und Sofie Cappelen (Victoria Lunde).

## Auszeichnungen
1999 erhielt Anette Hoff für ihre Rolle als Juni Anker-Hansen den norwegischen Fernsehpreis Gullruten in der Kategorie „Beste Schauspielerin“. 2001 erhielt die Serie den Gullruten-Preis in der Kategorie „Beste Daily Soap“. 1999 war Hotel Cæsar für eine Amanda als beste Fernsehserie nominiert und 2004 für die Auszeichnung Rose d’Or.